# Mexentypesa hidalguensis
Espèce
Mexentypesa hidalguensis est une espèce d'araignées mygalomorphes de la famille des Nemesiidae.

## Distribution
Cette espèce est endémique d'Hidalgo au Mexique,. Elle se rencontre vers Zacualtipán de Ángeles.

## Description
Le mâle holotype mesure 9,50 mm et la femelle paratype 13,00 mm.

## Systématique et taxinomie
Cette espèce a été décrite par Salinas-Velasco, Valdez-Mondragón et Bueno-Villegas en 2024.

## Étymologie
Son nom d'espèce, composé de hidalgu[o] et du suffixe latin -ensis, « qui vit dans, qui habite », lui a été donné en référence au lieu de sa découverte, l'Hidalgo.

## Publication originale
(mai 2024).
- Salinas-Velasco, Valdez-Mondragón & Bueno-Villegas, 2024 : « A new species of the spider genus Mexentypesa Raven (Araneae: Nemesiidae) from Hidalgo, Mexico and taxonomic comments on M. chiapas Raven. » Zootaxa, no 5453(2), p. 233-244.